# Poggiardo
Poggiardo é uma comuna italiana da região da Puglia, província de Lecce, com cerca de 6.075 habitantes. Estende-se por uma área de 19 km², tendo uma densidade populacional de 320 hab/km². Faz fronteira com Giuggianello, Minervino di Lecce, Nociglia, Ortelle, San Cassiano, Sanarica, Santa Cesarea Terme, Spongano, Surano.

## Demografia
| Variação demográfica do município entre 1861 e 2011                               |
|                                                                                   |
| Fonte: Istituto Nazionale di Statistica (ISTAT) - Elaboração gráfica da Wikipedia |